# Képi blanc
Képi blanc è la rivista mensile in lingua francese della Legione straniera francese. È un giornale venduto esclusivamente per abbonamento e i proventi sono interamente versati al Fondo d'entrata della Legione straniera per assicurare il funzionamento dell'Istituzione degli invalidi del Corpo con sede a Puyloubier in Provenza. La tiratura del "Kepi blanc" è di 15 000 copie mensili ed ogni copia è composta da 72 pagine.

## Storia

### Il giornale
Il primo bollettino associativo della Legione fu chiamato "La Legione straniera", rivista storica e d'attualità, creato nel 1912. Sospesa la pubblicazione nel corso della Grande Guerra, rinacque nel 1931 per merito dell'Unione dei soci veterani della Legione straniera (USALE). Nel 1945 la rivista cambiò nome in "Vert e Rouge" che sarà pubblicata fino al 1959.
"Kepi blanc" fu fondato il 30 aprile del 1947 e oggi la redazione e la stampa si trovano in un apposito fabbricato ad Aubagne, all'interno della caserma. La rivista viene distribuita in 66 paesi del mondo e si sovvenziona esclusivamente con i proventi degli abbonati o con le donazioni. Attuale direttore è il tenente colonnello Xavier Lantaires.
La Redazione è composta da 25 uomini di 15 nazionalità diverse altamente specializzati nei testi, nella grafica, nell'impaginazione, nelle fotografie, nell'uso delle più moderne apparecchiature. Il giornale di ottimo livello grafico e redazionale riporta la vita spicciola delle unità legionarie, biografie di ex legionari, episodi storici ed altro. Una rubrica, aperta a tutti i lettori, permette agli ex legionari o a quelli in attività di relazionarsi fra di loro.

### I redattori capi
| capitano           | Gheysens              | 1947-1948 |  | capitano           | Hallo           | 1948-1950 |
| capitano           | André Hédan           | 1950-1951 |  | capitano           | Foureau         | 1951-1953 |
| capitano           | Paul Arnaud de Foïard | 1953-1955 |  | tenente            | Vion            | 1955-1959 |
| capitano           | Rodier                | 1959-1961 |  | capitano           | Collart         | 1961-1965 |
| capitano           | Liege                 | 1965-1969 |  | capitano           | Petit           | 1969-1971 |
| capitano           | Fidel                 | 1971-1974 |  | capitano           | Guibert-Lassale | 1974-1977 |
| maggiore           | Estay                 | 1977-1979 |  | maggiore           | Baubiat         | 1979-1982 |
| maggiore           | Chiaroni              | 1982-1986 |  | tenente colonnello | Etienne German  | 1986-1988 |
| tenente colonnello | Terrasson             | 1988-1992 |  | tenente colonnello | Peron           | 1992-1995 |
| tenente colonnello | Brunot                | 1995-1998 |  | tenente colonnello | Marquet         | 1998-2001 |
| maggiore           | Fedeli                | 2001-2003 |  | capitano           | Messager        | 2003-2004 |
| maggiore           | Carpentier            | 2004-2007 |  | maggiore           | Morel           | 2007-2011 |
| capitano           | Montagna              | 2011      |  |                    |                 |           |

## Insegna

Emblema della Legione straniera francese

Nell'occasione del sessantesimo anniversario della fondazione del giornale, il 30 aprile 2007, un'insegna metallica propria del giornale è stata creata. La società Arthus Bertrand ne ha stampate:
- 10 esemplari in argento;
- 50 esemplari numerati donati ai redattori capi nell'ordine dell'esercizio della loro funzione;
- 300 esemplari numerati in cifre arabiche;
- 300 esemplari non numerati.

Il porto di questa insegna non è autorizzato sulla divisa dei legionari in servizio.

### Simbolo
Scudo d'argento, bordato da sinistra a destra da una linea verde e rossa; stampato al centro una piuma d'argento orientata a sinistra sulla quale spicca un képi bianco.
Riprende l'insegna reggimentale del Comando della Legione Straniera sul quale ha trovato posto il logo del redattore in capo: la piuma d'argento e il képi bianco.